# 蒙古国家图书馆
蒙古国家图书馆是蒙古国国家图书馆，位于蒙古国首都乌兰巴托。

## 简介
蒙古国家图书馆是蒙古国最大的图书馆，成立于1921年11月9日，为蒙古国历史上第一所公共图书馆，位于今蒙古科学院内。最初为11月19日成立的经文和手稿研究所（Institute of Sutras and Scripts）下属的一座藏书馆，藏书2000多册。经过扩建，1924年11月6日，由第一届大人民呼拉尔通过决议，改为国家图书馆。1949年，为庆祝斯大林70寿辰，更名为斯大林图书馆。1950年，建成了馆舍。1990年苏联解体后，复名国家图书馆。1968年，该馆成为联合国教科文组织寄存图书馆。1991年成为IFLA会员。
蒙古国家图书馆既是蒙古国的藏书中心和文献档案中心，又是蒙古国图书馆书目及管理方法、研究的辅导中心。
在1921年蒙古人民革命成功之前，蒙古没有公共图书馆，仅有一些寺院藏书场所，以及私人图书馆。其中，藏品最多、规模最大的有哲布尊丹巴呼图克图的经库，该经库的藏书始于17世纪喀尔喀温都尔格根札那巴札尔时期，包括大批蒙古文、藏文、梵文等语种的经书、画卷、史籍。其他寺院藏书还有19世纪至20世纪初的赛音诺颜部班第达查布勒旺楚克多尔济、土谢图汗部葛布纠巴拉登苏荣等高僧的经卷。私人图书馆则包括车臣汗部乌依金王旗文书图们巴雅尔、赛音诺颜部斯琴青王旗文书比各金等人的私人图书馆。这些藏书场所的藏品为蒙古国家图书馆的建立提供了基础。

## 历任馆长
- 高托布·阿恺木（Gotov Akim）（？－约2010年前后）
- 奇拉扎布·哈依达布（Chilaajav Khaidav）（约2010年前后－）